# Römerstraße (Böblingen/Sindelfingen)

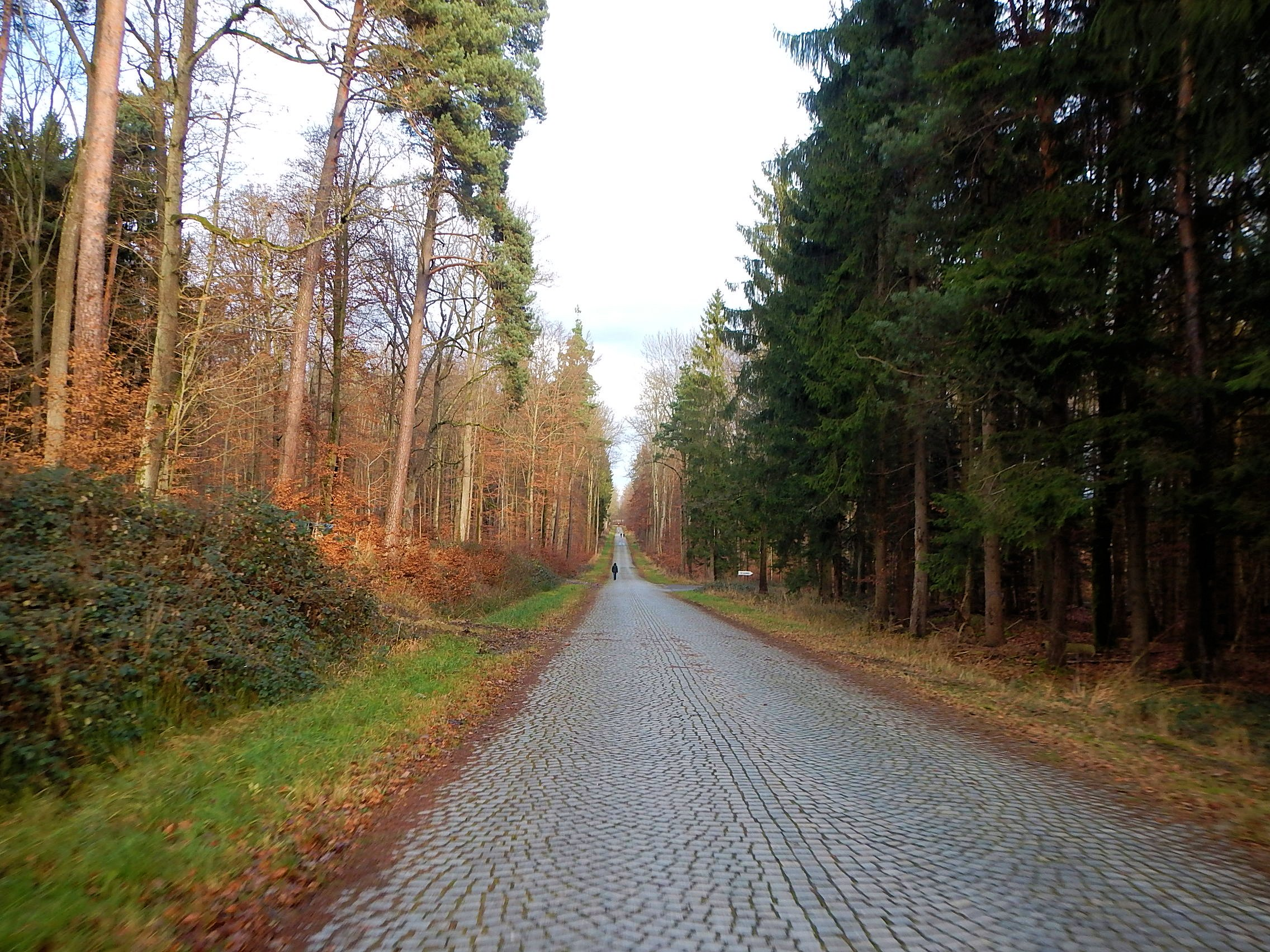
Die Römerstraße vor dem Umbau zum Radschnellweg

Die Römerstraße verbindet auf direktem Weg Böblingen mit dem Stuttgarter Stadtbezirk Vaihingen. Sie beginnt am Böblinger Maienplatz, verläuft durch den Böblinger Stadtwald und den Sindelfinger Wald, die Teile des Glemswalds sind, und endet am Bahnhof Stuttgart-Vaihingen. Einst hieß sie Waldburgstraße und führte an der ab 1832 bestehenden Ausflugsgaststätte Waldburg vorbei, die beim Bau der Panzerkaserne Böblingen in den 1930er Jahren abgerissen wurde. Sowohl in Böblingen als auch in Stuttgart heißen zwei Teilabschnitte weiterhin Waldburgstraße, der Stuttgarter Abschnitt erhielt seinen heutigen Namen 1957.

## Geschichte
Die heutige Römerstraße wurde Ende der 1930er Jahre im früheren Verlauf der Waldburgstraße angelegt. Die circa 15 Kilometer lange Verbindung diente fortan als stark befestigte Panzerstraße zwischen der Böblinger Kaserne und der Kurmärker Kaserne, den heutigen Patch Barracks, in Stuttgart-Vaihingen. Die gesamte Strecke wurde mit grauem Granit gepflastert und mit einer durchgehenden mittigen Längsmarkierung aus dunklerem Gestein versehen. Der tiefe Einschnitt der Bahnstrecke Stuttgart–Horb wird seit 1961 durch eine aufgeständerte Bogenbrücke aus Beton überquert. Der Einschnitt entstand 1958/1959 durch Aufschlitzen des Kaufwaldtunnels, um die Strecke elektrifizieren zu können. In diesem Bereich kreuzt auch die Musberger Straße von Sindelfingen nach Musberg. Mit der Bundesautobahn 8 endet dem Namen nach die Römerstraße. Die anschließende schmale Fußgänger- und Fahrradbrücke über die Autobahn entstand mit dem sechsstreifigen Ausbau der Fernstraße in den 1970er Jahren und befindet sich bereits auf Stuttgarter Gemarkung. Dort, auf der Rohrer Höhe, wird außerdem der Bebauungsrand von Stuttgart-Rohr erreicht. Die Fortsetzung heißt ab da wieder Waldburgstraße, während die Panzerstraße nach der Autobahnbrücke Richtung Nordwest abzweigt und in einer geschwungenen Linie zur Vaihinger Kaserne führt. An dieser Stelle befindet sich auch eine Kontaktschleife, die Radfahrer zählt. Die Panzerstraße wurde als erhaltenswertes Bau- und Kulturdenkmal eingetragen.
Von Anfang an war die Straße als Militärstraße für den allgemeinen Kraftfahrzeugverkehr gesperrt. Später war sie nur noch Zufahrt für das Waldheim in Böblingen, für das Gelände des Kampfmittelbeseitigungsdienstes Baden-Württemberg und für die Forstwirtschaft. Das nahe gelegene Restmüllheizkraftwerk Böblingen hat eine eigene Zufahrt. Seit 2019 verläuft auf der Römerstraße der erste Radschnellweg (RS 1) Baden-Württembergs zwischen Böblingen/Sindelfingen und Stuttgart. Hierzu wurde für drei Millionen Euro mit Unterstützung aus Landesmitteln die gesamte Strecke mit einem feinkörnigen Asphaltbelag versehen und mit Straßenlampen beleuchtet, ebenso die Musberger Straße von der Mahdentalstraße in Sindelfingen bis zur Kreuzung mit der Römerstraße. Auf einem kleinen Bereich kurz vor der Autobahnbrücke blieb das Pflaster als Baudenkmal sichtbar. Die Beleuchtung ist mit Bewegungsmeldern versehen und schaltet sich automatisch ein und aus, wenn bei Dunkelheit ein Radfahrer unterwegs ist. Die Straße bleibt wie bisher Zufahrt für Anlieger und ist als Wanderweg ausgewiesen. Beide Städte unterstützen die Benutzung als Wanderweg durch Fußgänger. Aufgrund der Breite der Straße, des übersichtlichen Streckenverlaufs und des geringen Verkehrsaufkommens stellt dies kein Problem dar. In Böblingen ist ein Teil der Strecke als Fahrradstraße deklariert.
An der Panzerkaserne in Böblingen müssen Fußgänger und Radfahrer bisher ungesichert die stark befahrene Panzerstraße (K 1057) überqueren, die auch eine Autobahnzufahrt darstellt. An dieser Stelle soll eine Brücke gebaut werden, die dem Konzept des Radschnellwegs gerecht wird und eine kreuzungsfreie Querung für Radfahrer und Fußgänger erlaubt.

## Galerie

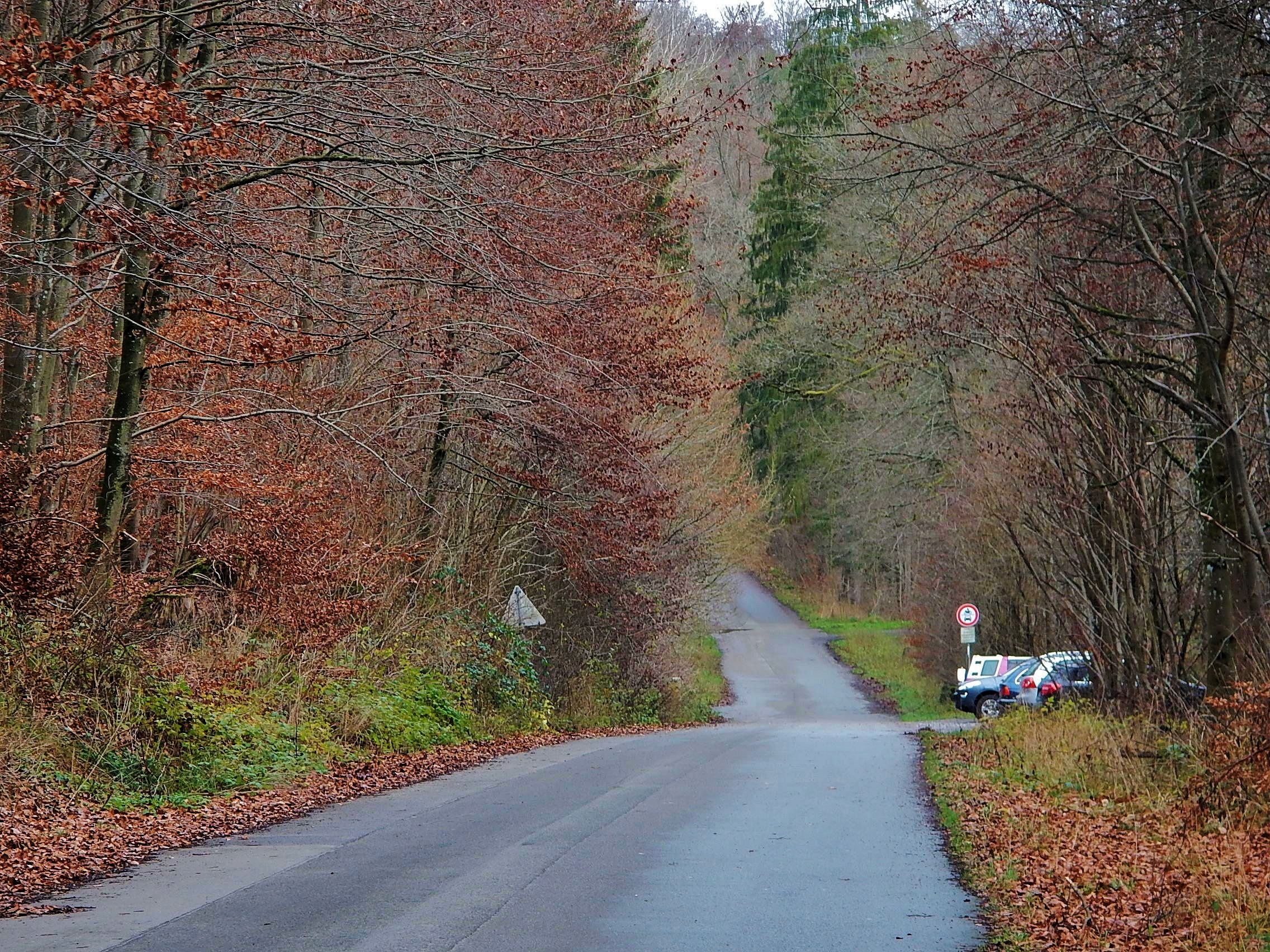
Wanderparkplatz und Abzweig zum Waldheim Böblingen
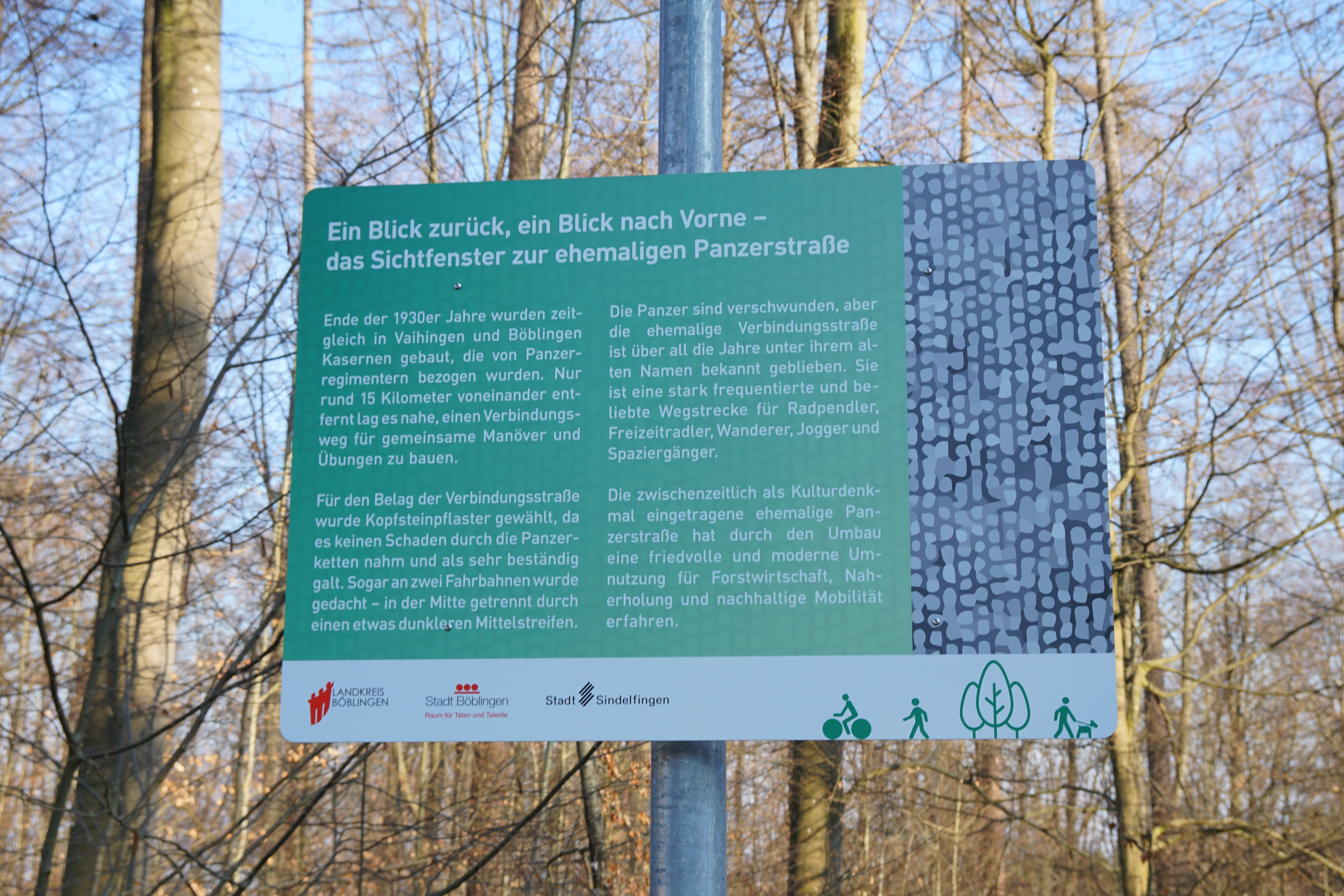
Infotafel
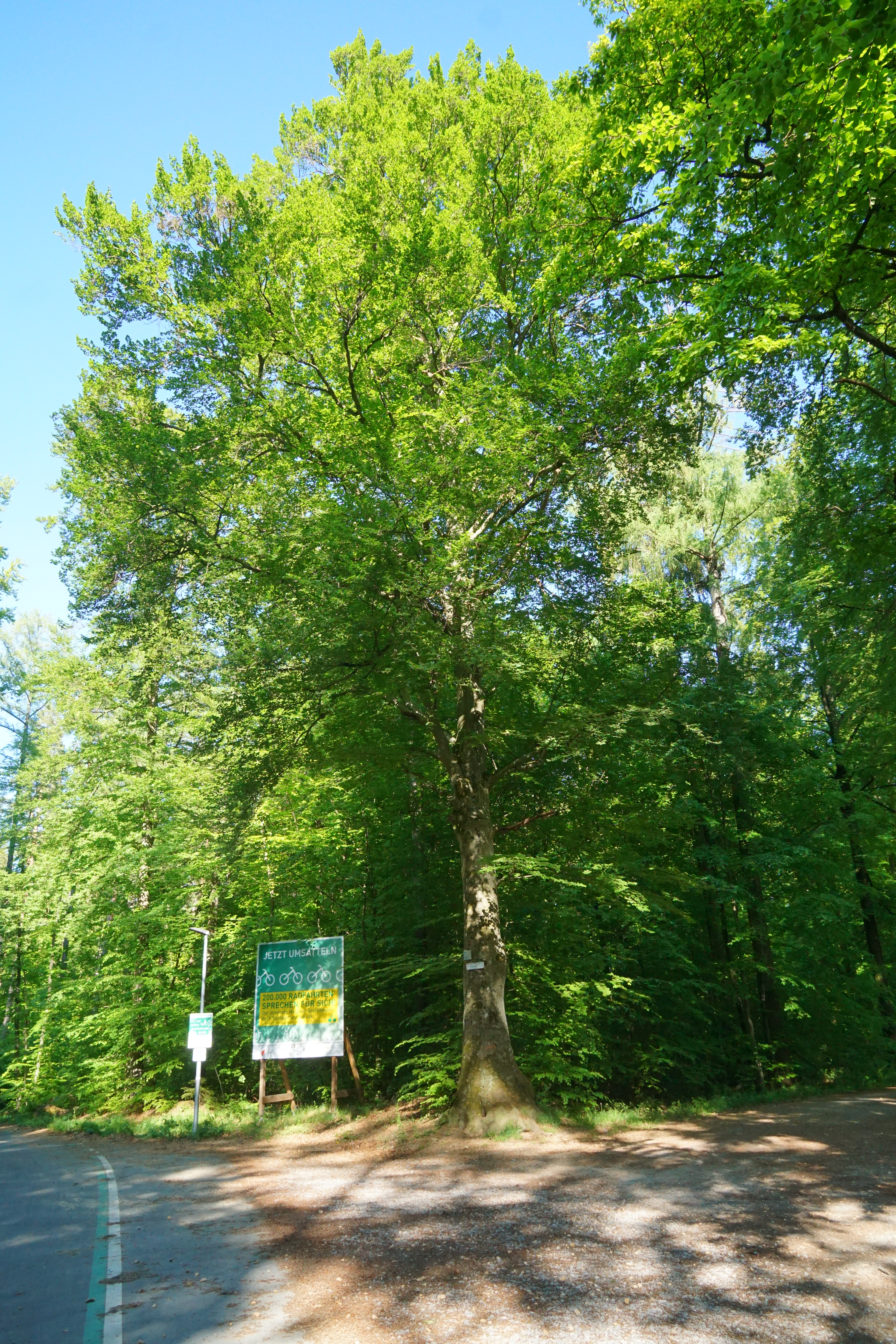
Rotbuche an der Römerstraße, eingetragenes Naturdenkmal
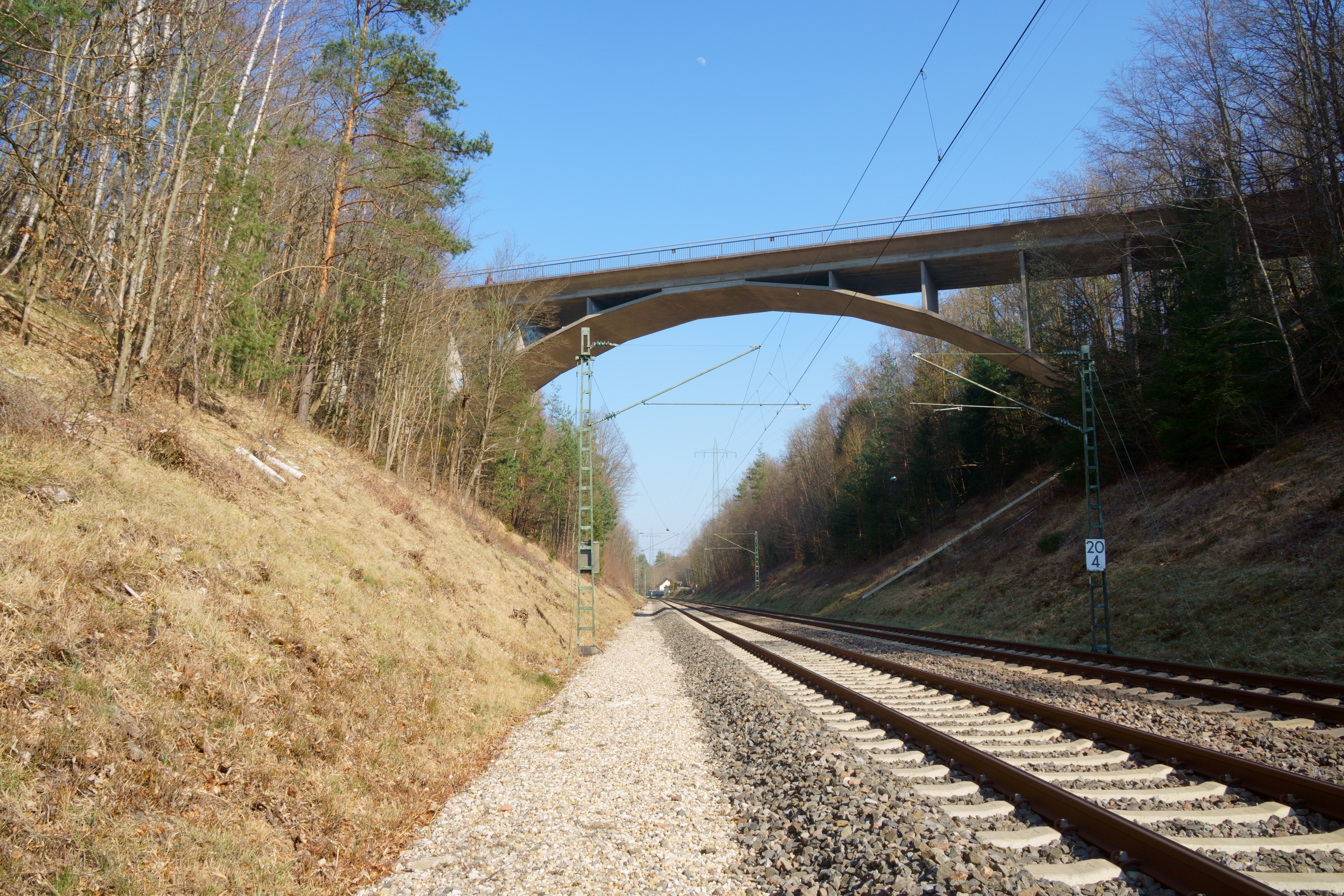
Brücke über die Bahnstrecke Stuttgart–Horb
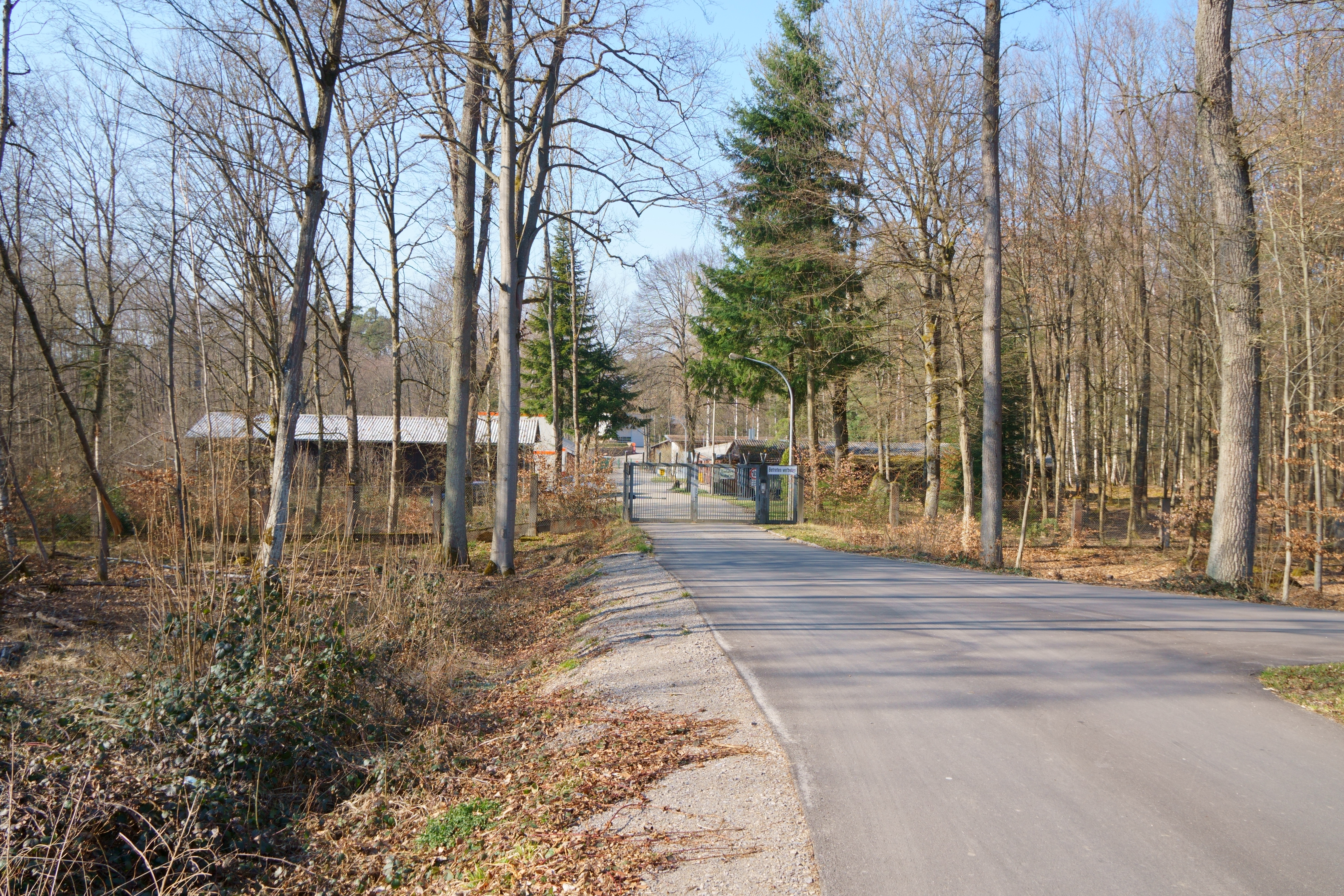
Zufahrt zur Kampfmittelbeseitigung
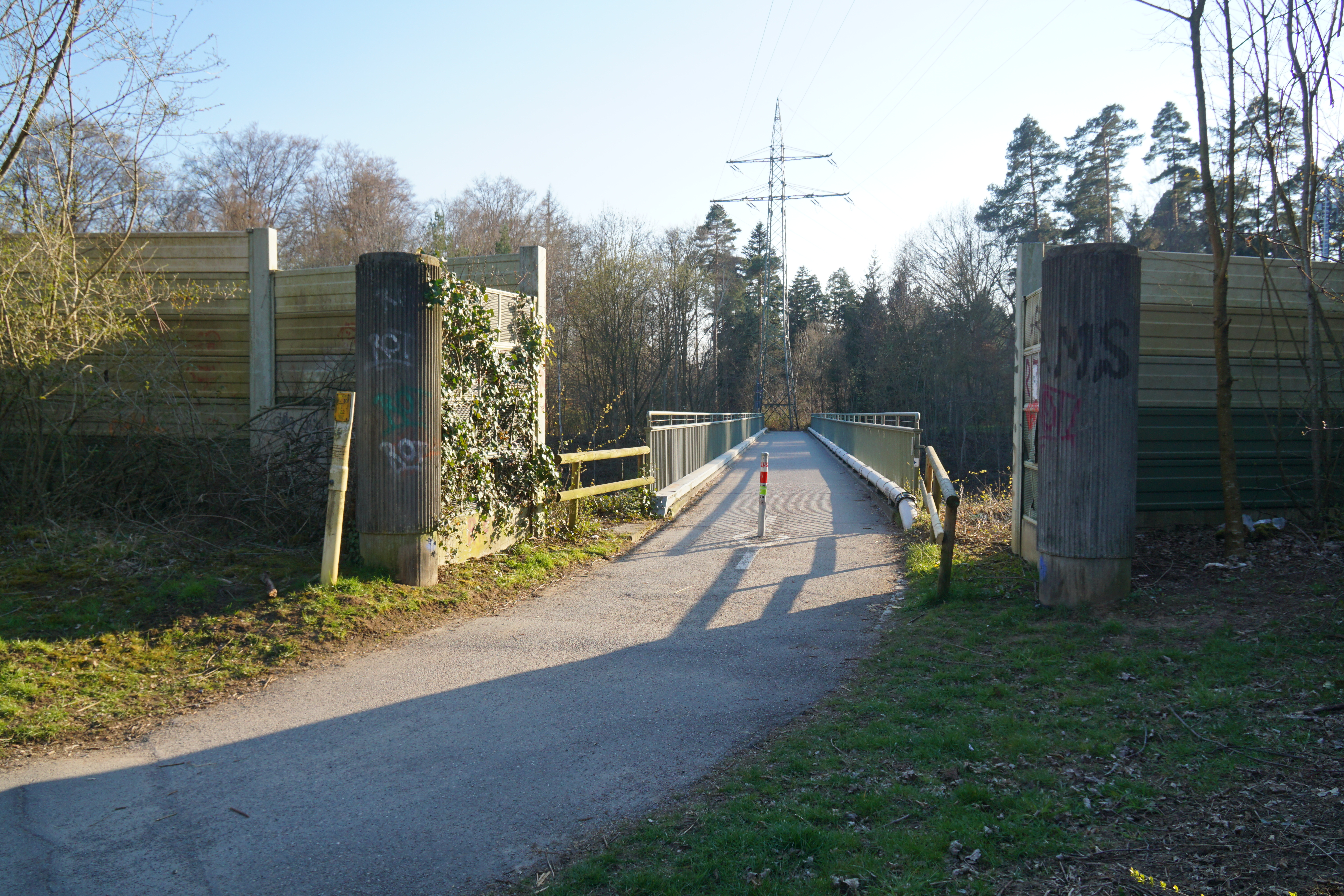
Autobahnbrücke
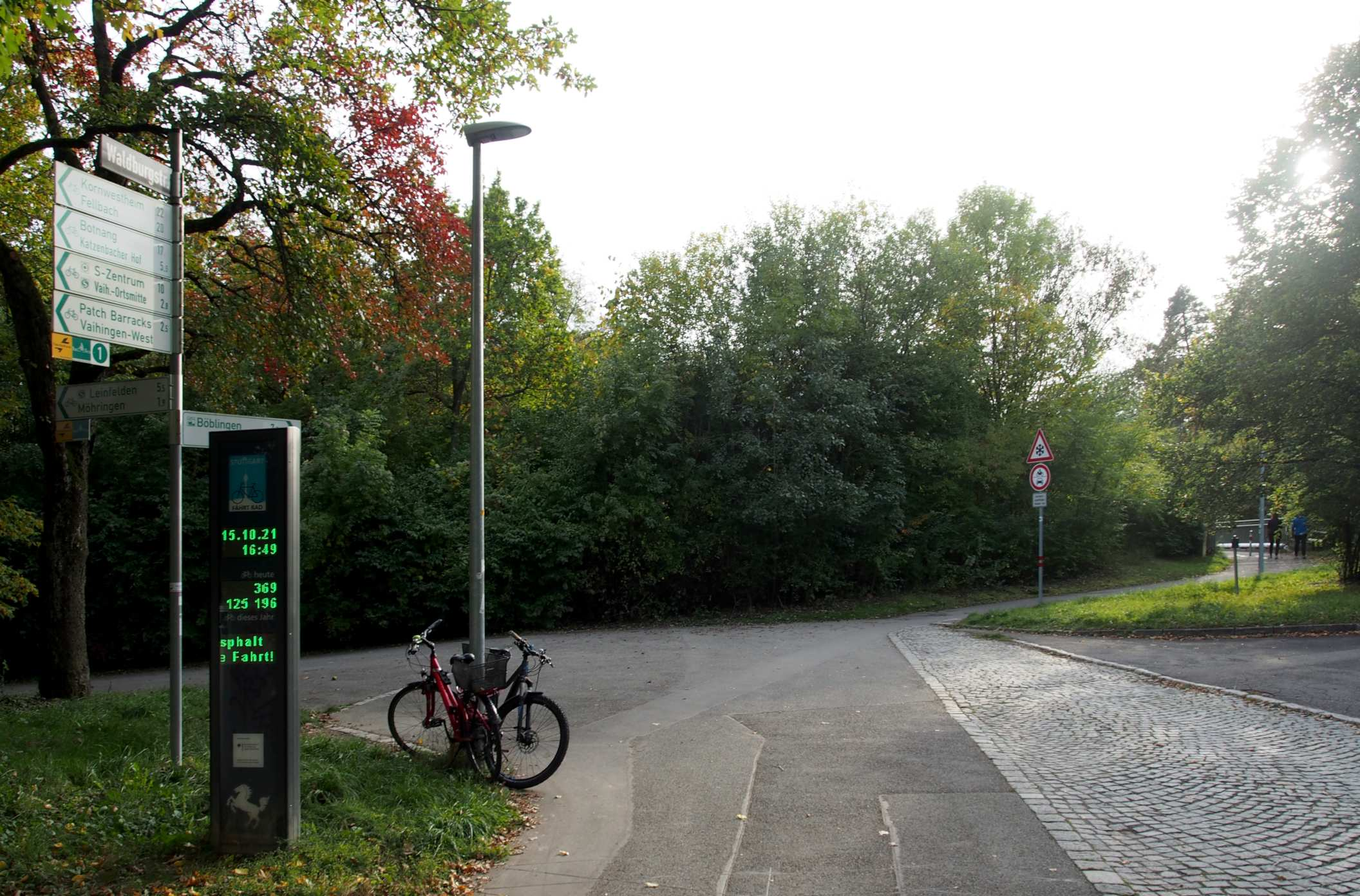
Fahrradzähleinrichtung
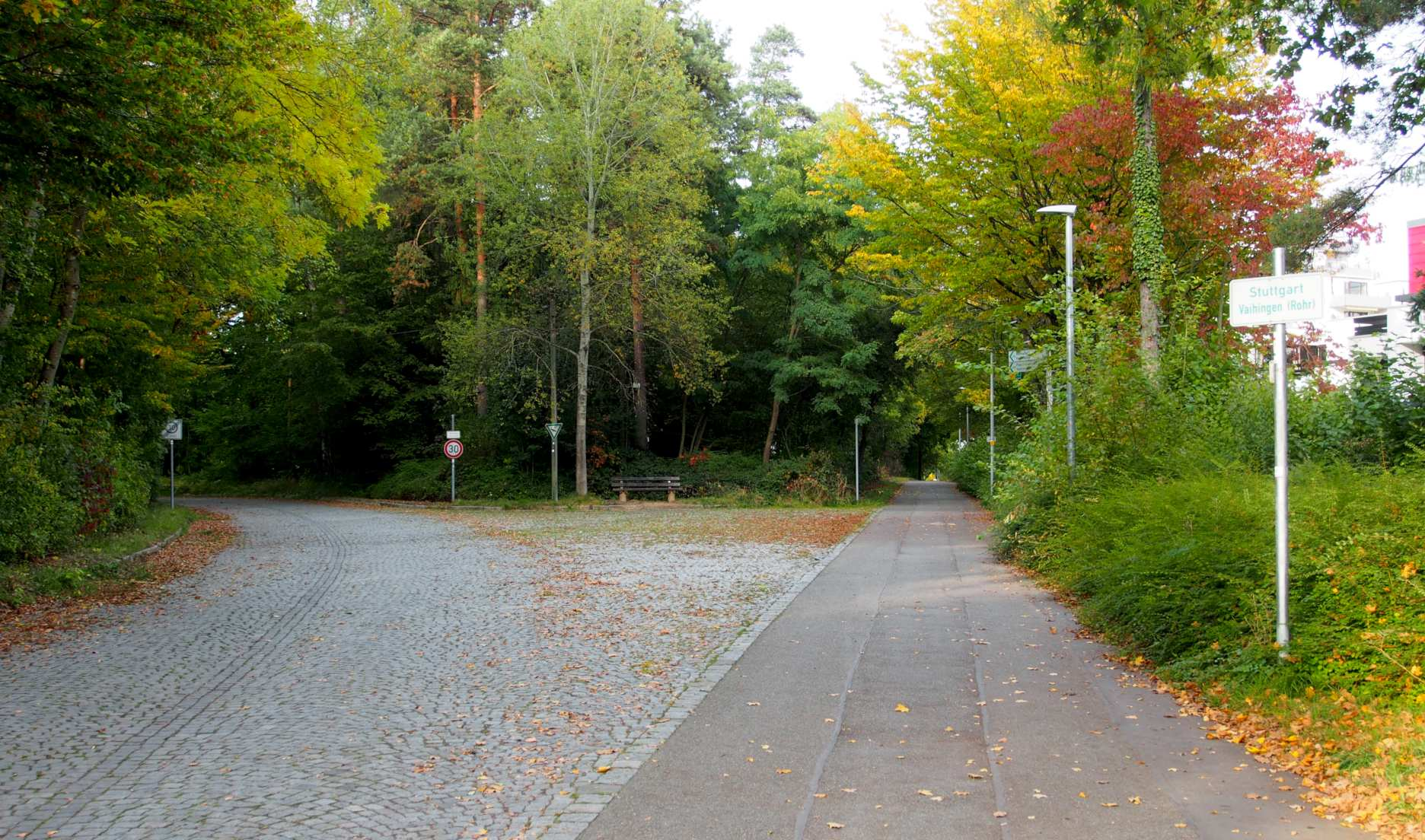
Abzweig der Panzerstraße von der Waldburgstraße auf der Rohrer Höhe